# Стехово (Стехновська волость)
Стехово (рос. Стехово) — присілок в Новоржевському районі Псковської області Російської Федерації.
Населення становить 15 осіб. Входить до складу муніципального утворення Виборська волость.

## Історія
Від 2015 року входить до складу муніципального утворення Виборська волость.

## Населення
| 2001 | 2002 | 2010 |
| ---- | ---- | ---- |
| 20   | ↘16  | ↘15  |